# Schizura
Schizura är ett släkte av fjärilar. Schizura ingår i familjen tandspinnare.

## Bildgalleri

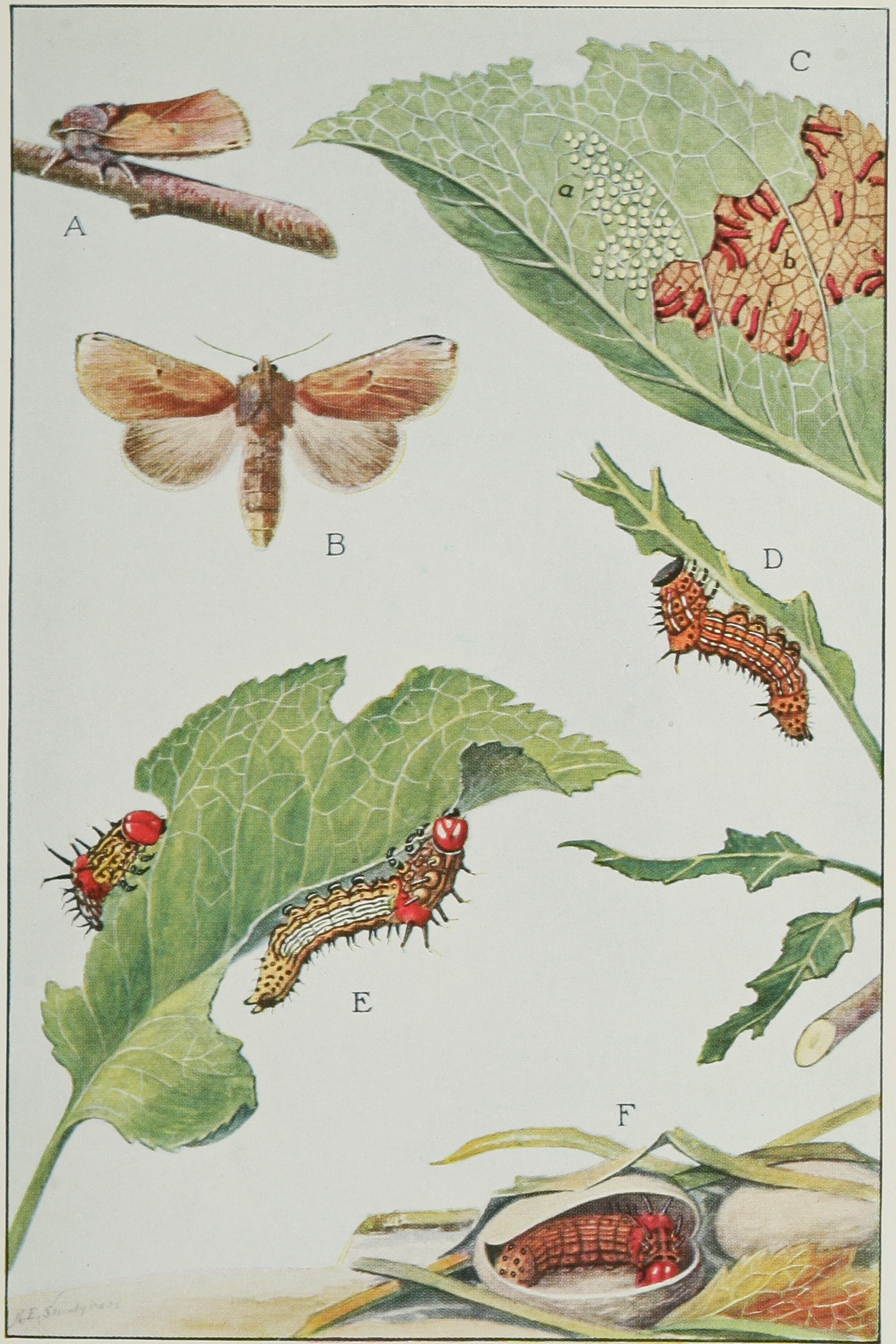
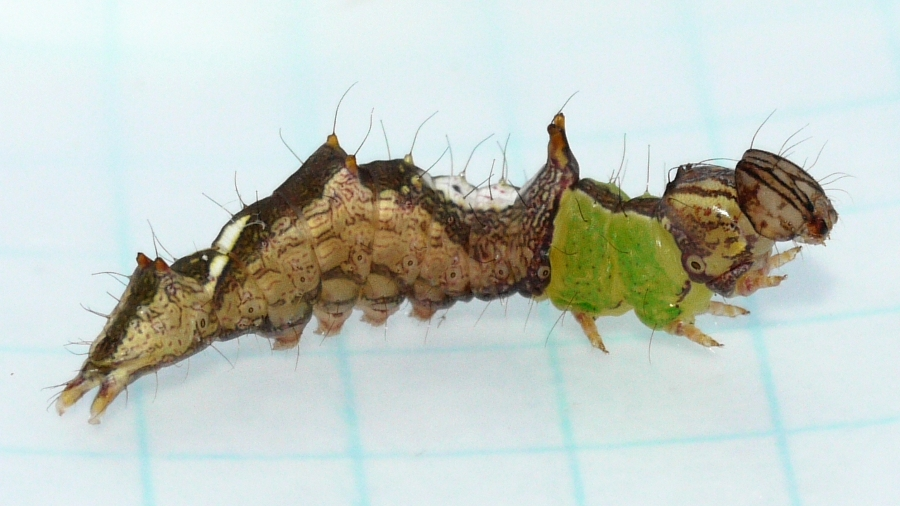
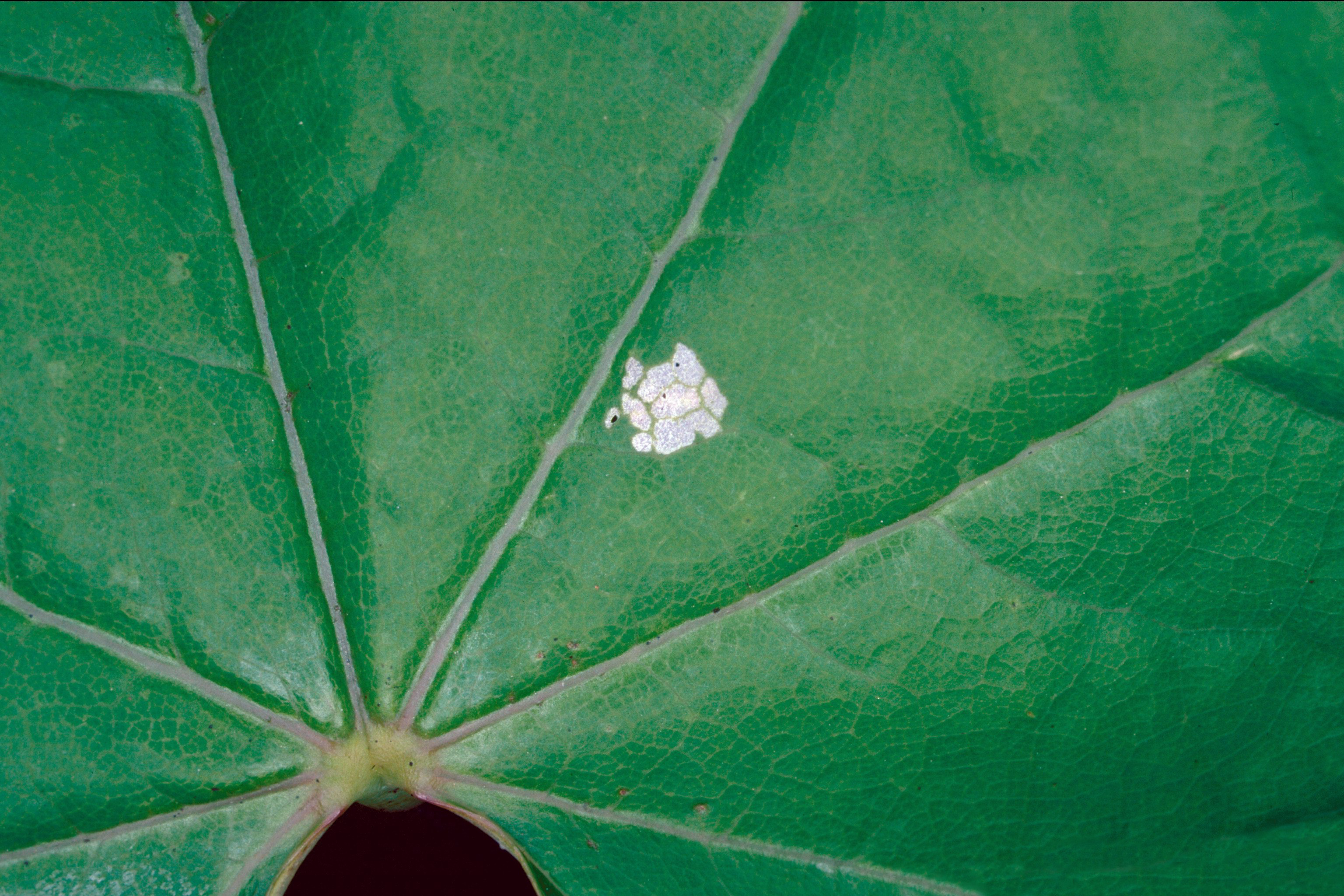
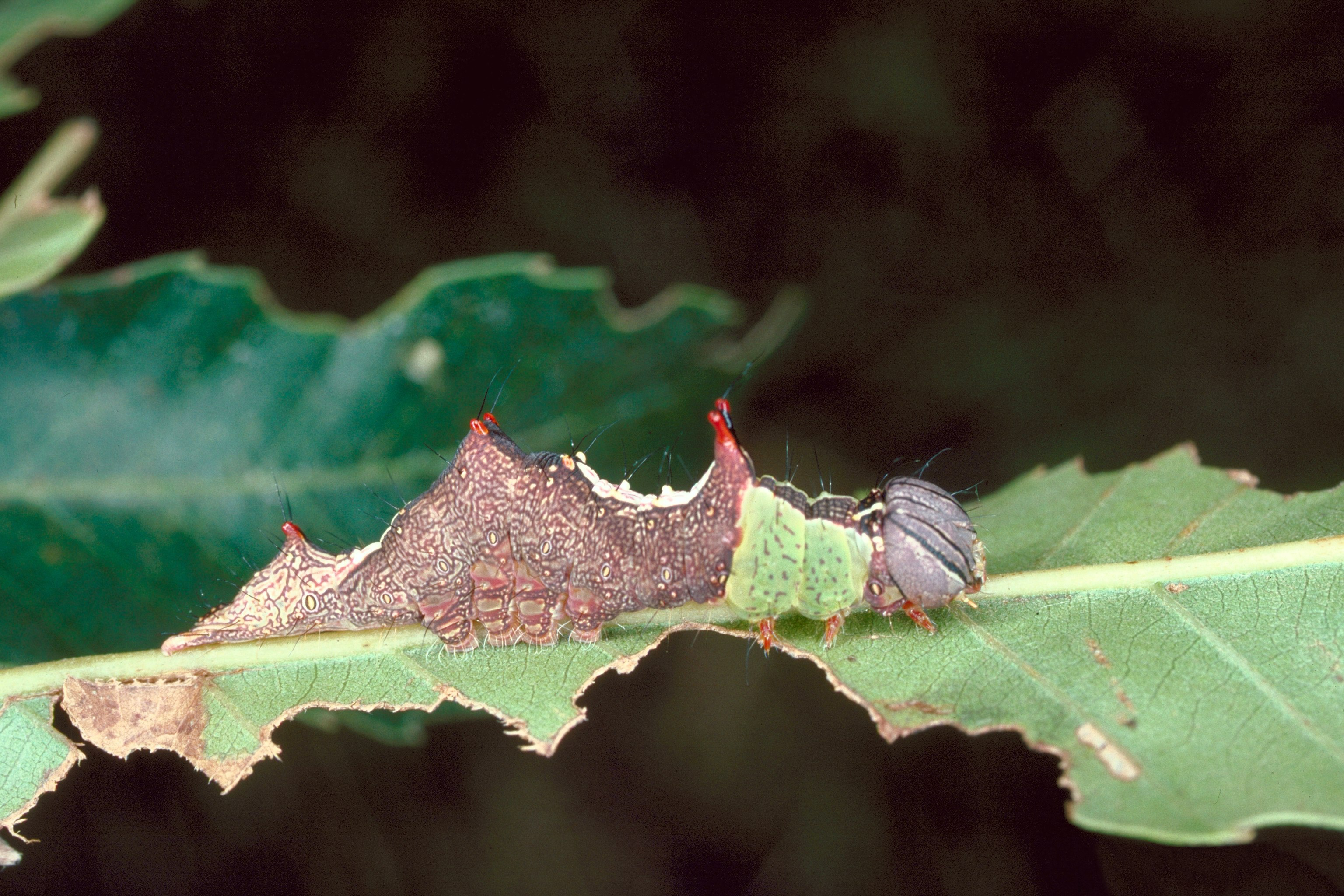
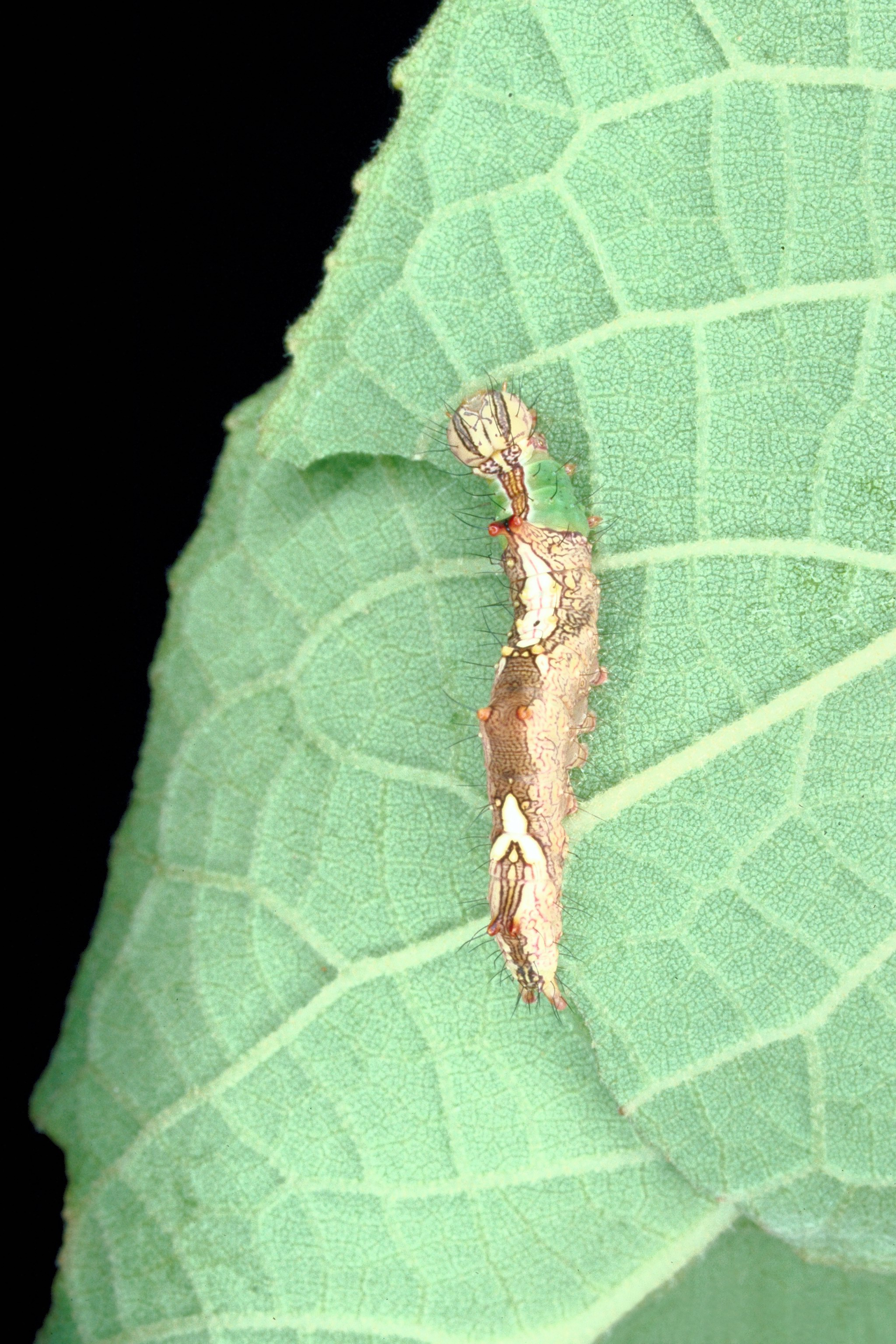
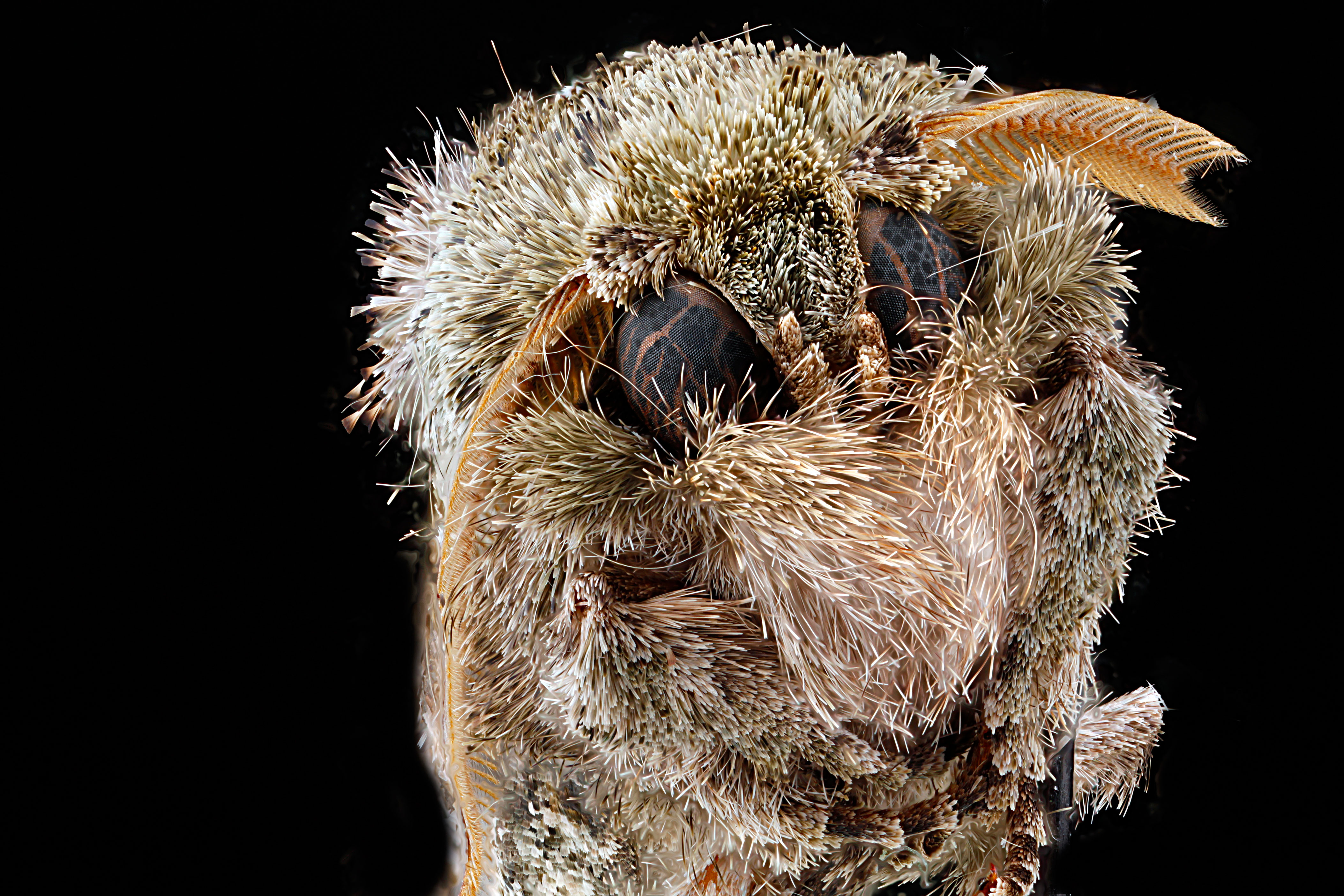

## Dottertaxa tillSchizura, i alfabetisk ordning[1]
- Schizura apicalis
- Schizura badia
- Schizura biedermani
- Schizura biguttata
- Schizura cinereofrons
- Schizura clamenhoa
- Schizura compta
- Schizura concinna
- Schizura confusa
- Schizura conspecta
- Schizura corticea
- Schizura deba
- Schizura deserta
- Schizura dospeppa
- Schizura ducens
- Schizura edmandsi
- Schizura errucata
- Schizura humilis
- Schizura ipomaeae
- Schizura leptinoides
- Schizura madara
- Schizura manca
- Schizura mustelina
- Schizura nigrosignata
- Schizura nitida
- Schizura nocens
- Schizura pegasis
- Schizura riversii
- Schizura romani
- Schizura salicis
- Schizura salvador
- Schizura schausia
- Schizura significata
- Schizura telifer
- Schizura tizoc
- Schizura tomaea
- Schizura unicornis
- Schizura ustipennis